# Reigne
Die Reigne ist ein kleiner Fluss in Frankreich, der im Département Haute-Saône in der Region Bourgogne-Franche-Comté verläuft. Sie entspringt im westlichen Stadtgebiet von Lure,  entwässert generell Richtung Südwest und Süd und mündet nach rund sechs Kilometern an der Gemeindegrenze von Vouhenans und Vy-lès-Lure als rechter Nebenfluss in den Ognon. Im Oberlauf quert die Reigne die Bahnstrecke Paris–Mulhouse. Entlang des Flüsschens befinden sich mehrere Mühlen und Fabriken, bei denen das Wasser aufgestaut wird.

## Orte am Fluss
(Reihenfolge in Fließrichtung)
- Lure
- Magny-Vernois
- Vouhenans